# Марктлојгаст
Марктлојгаст (њем. Marktleugast) град је у њемачкој савезној држави Баварска. Једно је од 22 општинска средишта округа Кулмбах. Према процјени из 2010. у граду је живјело 3.392 становника. Посједује регионалну шифру (AGS) 9477138.

## Географски и демографски подаци
Марктлојгаст се налази у савезној држави Баварска у округу Кулмбах. Град се налази на надморској висини од 544–627 метара. Површина општине износи 33,9 km². У самом граду је, према процјени из 2010. године, живјело 3.392 становника. Просјечна густина становништва износи 100 становника/km².

## Међународна сарадња
| Мјесто        | Држава   | Врста сарадње | Од    |
| ------------- | -------- | ------------- | ----- |
| Пилишсентиван | Мађарска | партнерство   | 1988. |
| Извор         |          |               |       |